# La Nena Wapa Wapa
Raquel Ruiz (València, 1977), també coneguda com La Nena o La Nena Wapa Wapa, és una artista urbana valenciana.
Llicenciada en Belles Arts per la UPV l'any 2004, comença a pintar el 2002. El 2009 funda un grup femení d'art urbà, Fatal Maris, de curta durada. A partir del 2010 comença a treballar amb plantilles, especialitzant-se en la tècnica.
Defineix el seu estil com retro i victorià, amb pinzellades surrealistes, i sol fer les composicions en blanc i negre. Es destaca el seu traç definit, la simplicitat armoniosa i la perfecció dels acabats. Entre les temàtiques, sol tractar el concepte de feminitat, i intenta que les obres siguen obertes per a que qui les veu extraga les seues pròpies conclusions.

## Galeria

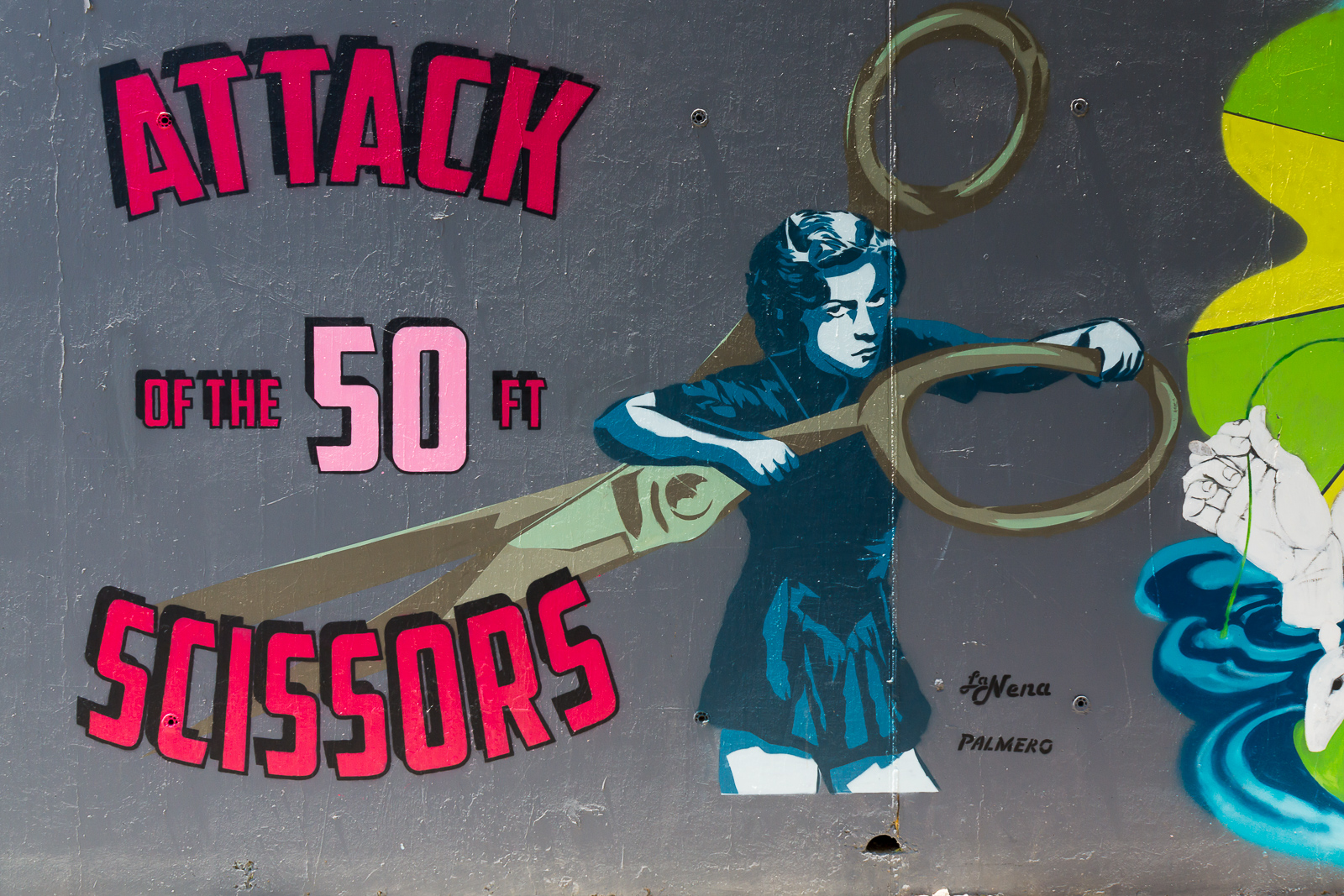
Mural a Mislata, 2015.
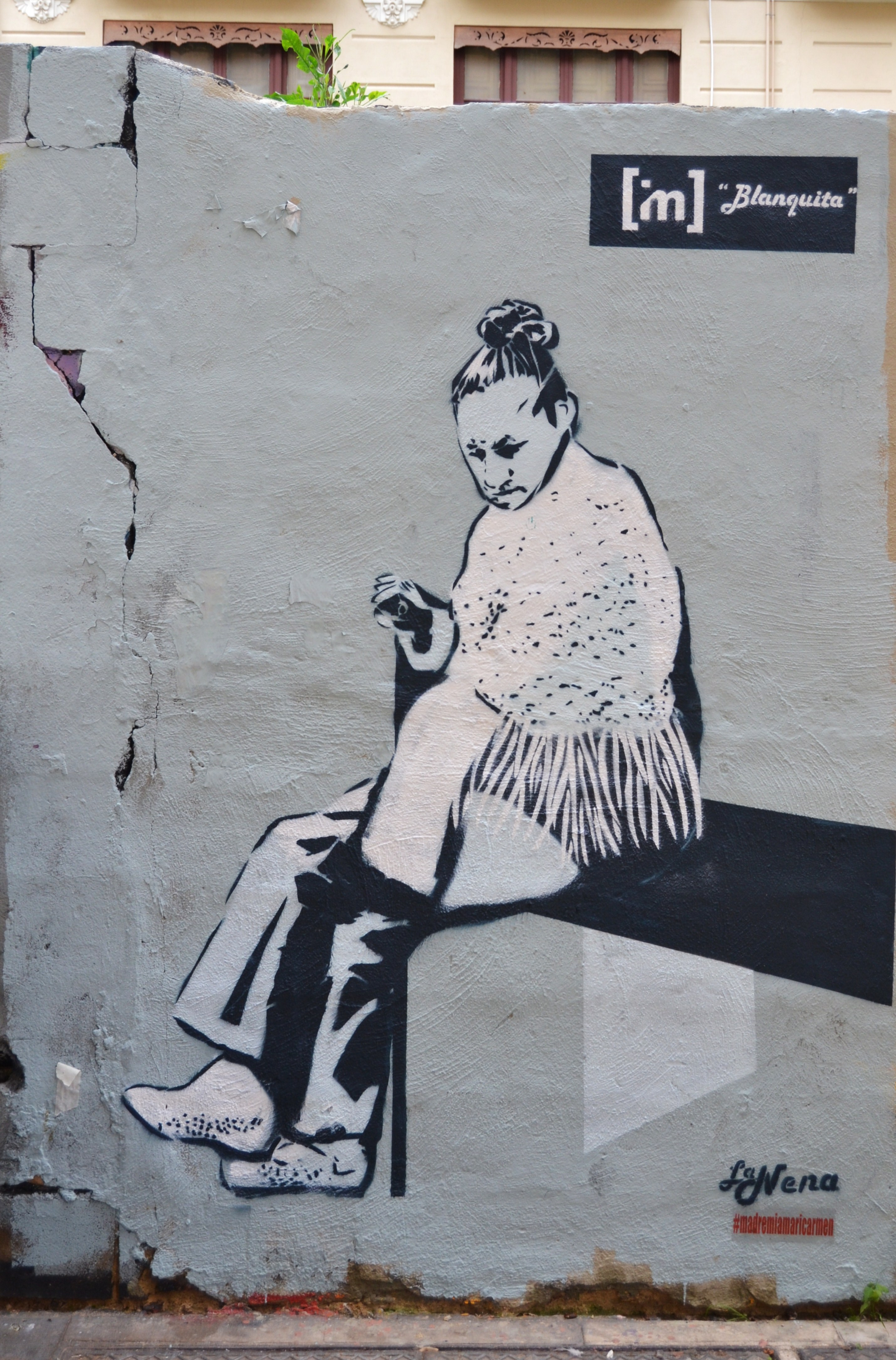
Mural dedicat a Blanquita, del festival Intramurs.
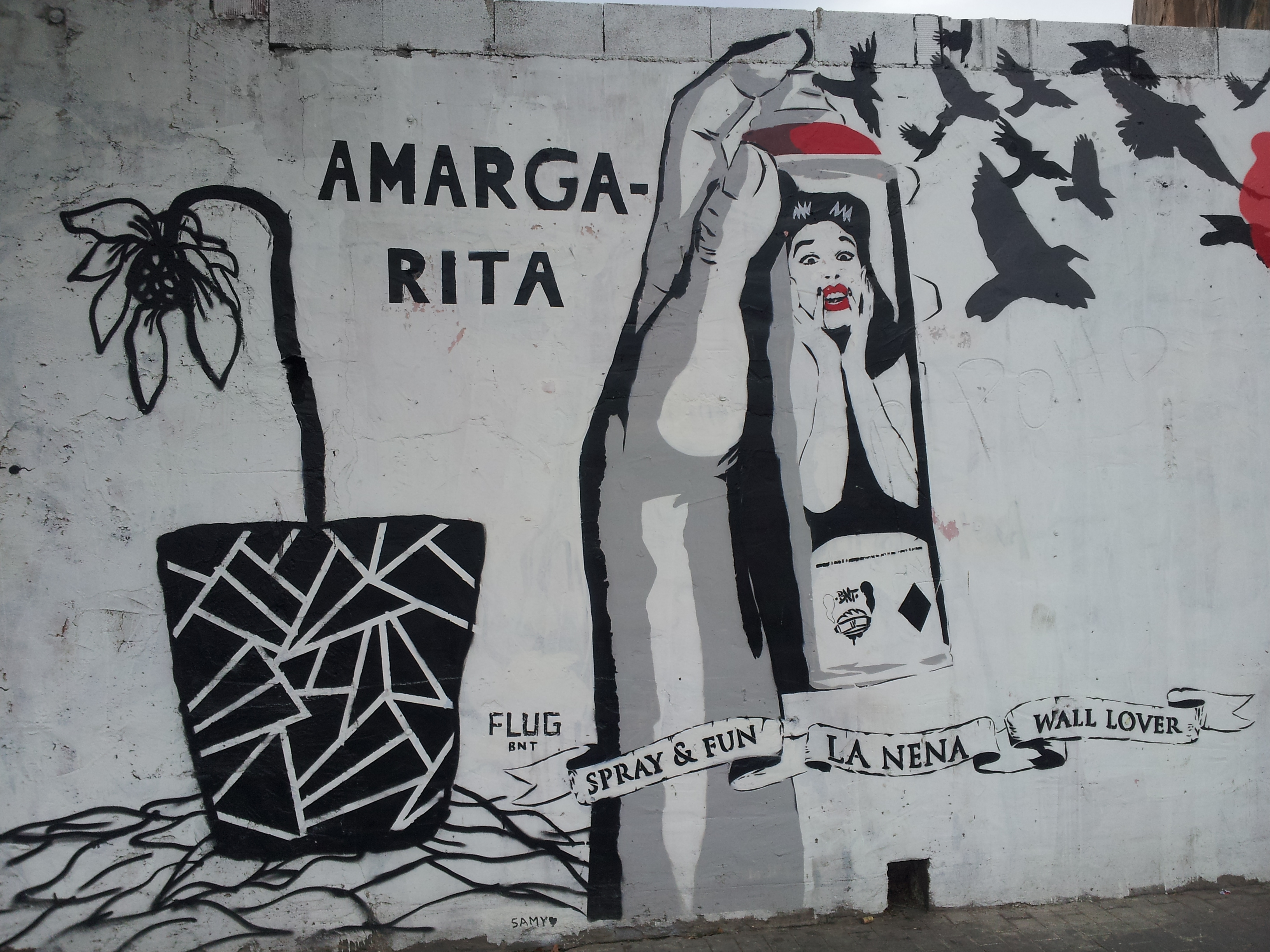
Mural al Carrer de Guillem de Castro, 2015.
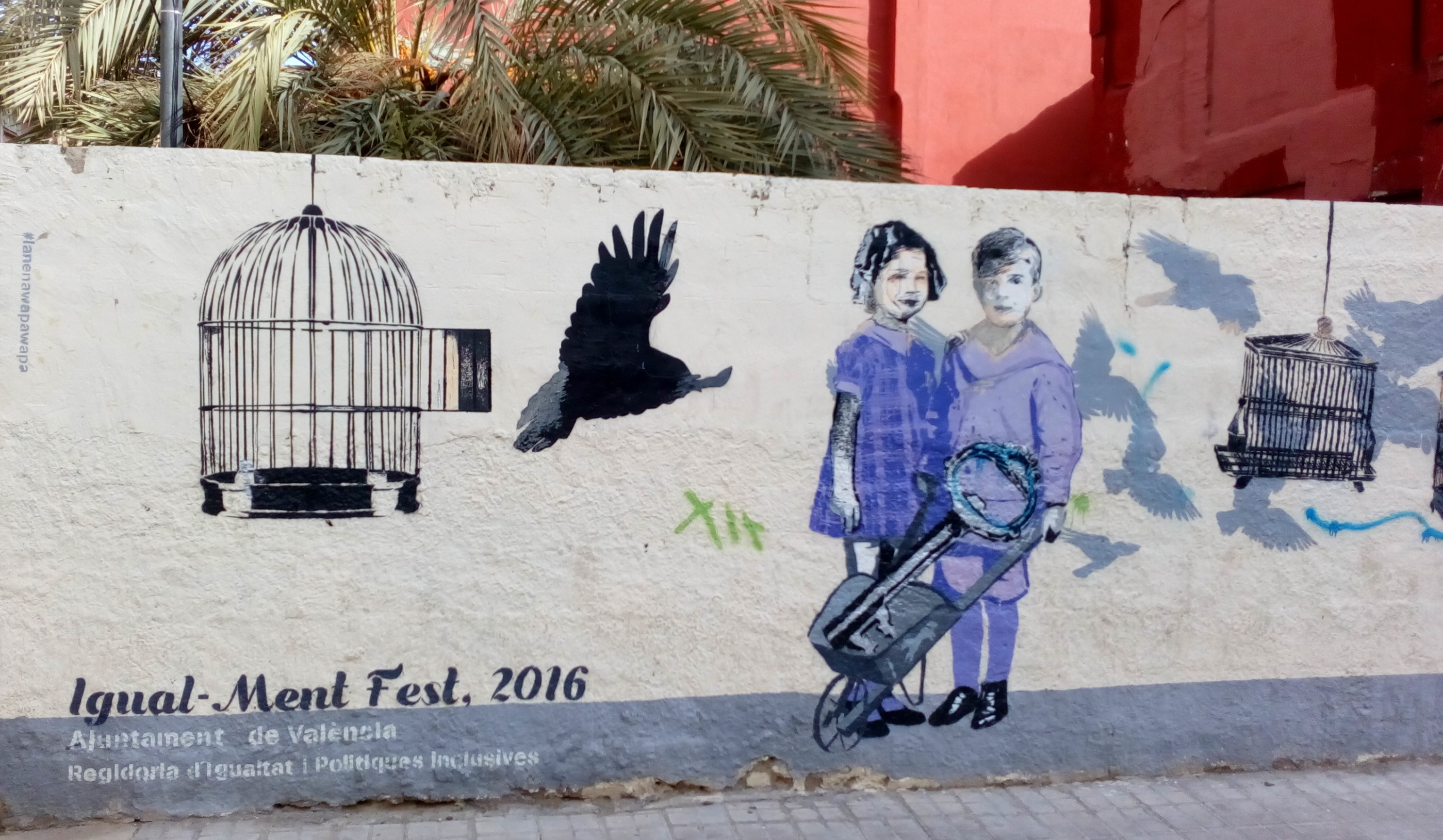
Igual-ment fest, al Barri del Cabanyal, 2016.
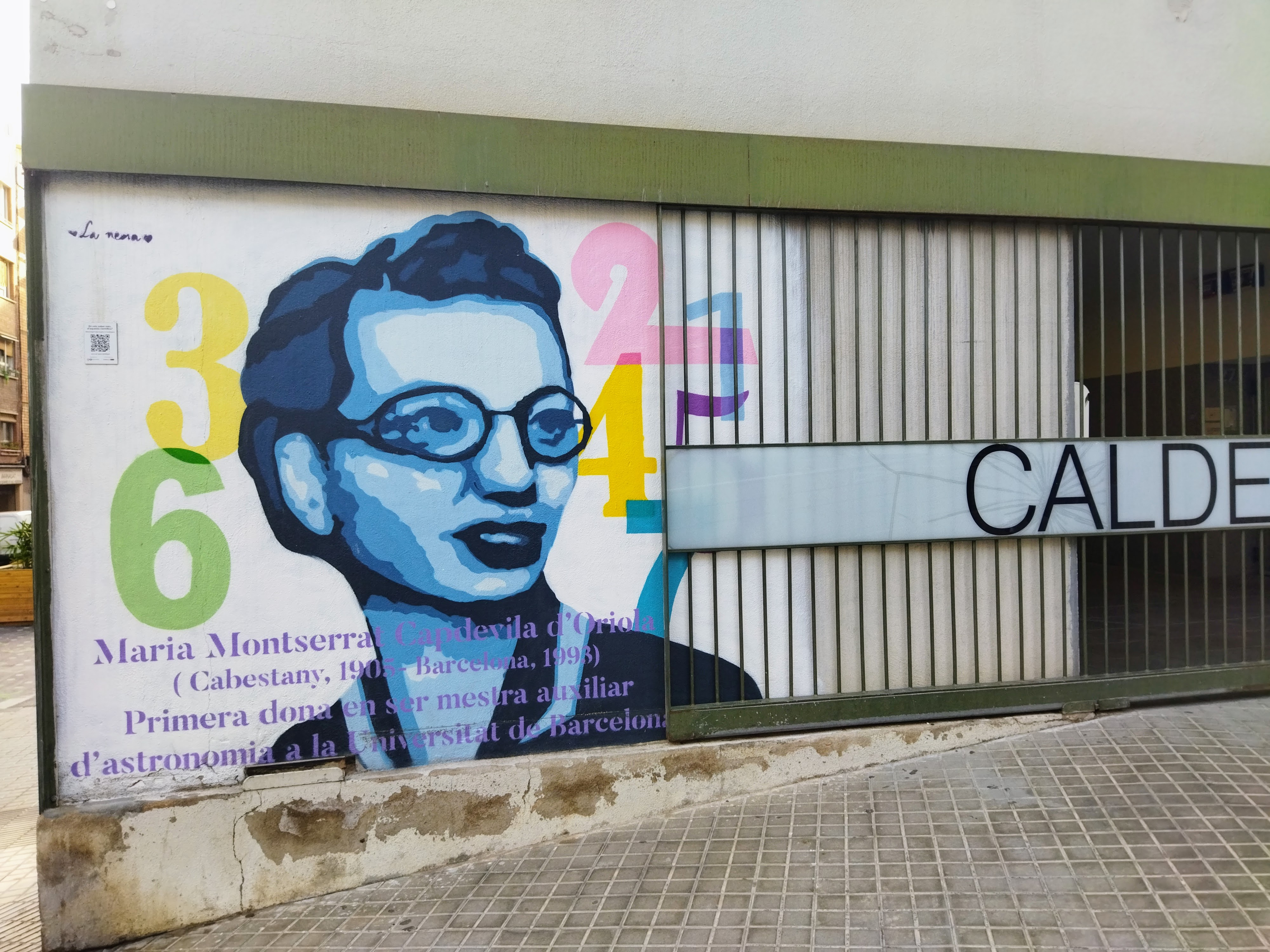
Mural de Maria Montserrat Capdevila d'Oriola, 2023.